# Municipio de Anchor
El municipio de Anchor (en inglés: Anchor Township) es un municipio ubicado en el condado de McLean en el estado estadounidense de Illinois. En el año 2010 tenía una población de 286 habitantes y una densidad poblacional de 3,02 personas por km².

## Geografía
El municipio de Anchor se encuentra ubicado en las coordenadas 40°31′46″N 88°31′0″O / 40.52944, -88.51667. Según la Oficina del Censo de los Estados Unidos, el municipio tiene una superficie total de 94.61 km², de la cual 94,61 km² corresponden a tierra firme y (0 %) 0 km² es agua.

## Demografía
Según el censo de 2010, había 286 personas residiendo en el municipio de Anchor. La densidad de población era de 3,02 hab./km². De los 286 habitantes, el municipio de Anchor estaba compuesto por el 97,2 % blancos, el 0,35 % eran afroamericanos, el 1,05 % eran amerindios y el 1,4 % eran de una mezcla de razas. Del total de la población el 1,05 % eran hispanos o latinos de cualquier raza.